# Da (lok)
Da är en svensk ellokstyp som tillverkades av Asea mellan 1952 och 1957. Lokmodellen byggdes i 93 exemplar. De 93 Da-loken blev under 1950-talet SJ:s nya universallok som användes i både person- och godstrafik. Ca 8 st Da-lok finns bevarat hos olika museiföreningar och operatörer i Sverige.

## Historia
SJ började diskutera nya lokbeställningar i slutet av 1940-talet. Fler järnvägar stod på tur att elektrifieras och alltså behövde SJ fler lok. Eftersom tidigare erfarenhet av D-loken var positiva beslöt man att återigen satsa på koppelstångsloket. Anledningen till att SJ valde att satsa på koppelstångslok och inte boggilok, var att man behövde nya lok snabbt och att det var en beprövad konstruktion.
Ursprungligen var det meningen att Da-loket bara skulle bli en modernisering av det existerande D-loket men vartefter utvecklingsarbetet pågick kom loket i allt högre grad att bli en nykonstruktion. Egentligen har Da-loket inte mycket mer än axelföljden gemensamt med det äldre D-loket. De sista Da-loken i Statens Järnvägars tjänst slopades helt under perioden 1990–1995.

## Teknik
Loket användes i både person- och godstrafik. Det blev uppskattat för sin driftsäkerhet. 
Ett exempel på lokens driftsäkerhet i snö och kyla var när Sveriges Järnvägsmuseum i Gävle under vintern 2010/11 lånade ut två gamla Da-lok för snöröjning på sträckan mellan Mjölby och Alvesta.
Loket slet dock på spåren eftersom lokens drivaxlar trots gemensamma koppelstänger var anordnade i två grupper. De två drivaxlarna på ena sidan om blindhjulet satt ihop i en 'vagga' och den hade en benägenhet att 'studsa' mellan rälerna. Under 1970-talet förbättrades gångegenskaperna genom att ekerhjulen byttes ut mot gummifjädrade hjul. En fördel var att oljan från lagren i koppelstängerna droppade ned på rälerna och så smått smorde dem, vilket minskade slitaget i kurvor där hjulfalsen ligger snävare mot rälens innerkant.
Loket kan även köras i multipel med upp till 2 andra Da-lok.